# Their Domestic Deception
Pour plus de détails, voir Fiche technique et Distribution.
Their Domestic Deception est un film américain réalisé par Harry Williams, sorti en 1917.

## Fiche technique
- Titre original : Their Domestic Deception
- Réalisation : Harry Williams
- Photographie : C.H. Wales
- Musique : Compositeur
- Production : Mack Sennett
- Société de production : Keystone
- Société de distribution : Keystone
- Pays d’origine :  États-Unis
- Langue originale : anglais
- Format : noir et blanc — 35 mm — 1,37:1 — Film muet
- Genre : Comédie
- Durée : une bobine
- Date de sortie :
  - États-Unis : 26 août 1917
- Licence : domaine public

## Distribution
- George Binns
- Dale Fuller
- Malcolm St. Clair
- Cecile Arnold